# Zenata
Zenata là một đô thị thuộc tỉnh Tlemcen, Algérie. Dân số thời điểm năm 2002 là 3.19 người.